# جواد البولاني
جواد كاظم عيدان البولاني سياسي عراقي ووزير الداخلية العراقي السابق من سنة 2006 إلى سنة 2010. ولد في بغداد سنة 1960، ودرس في الجامعة التكنولوجية وأنهى دراسته في 1984. ترشح في سنة 2010 في لمجلس النواب كرئيس ائتلاف وحدة العراق.